# Zeit zu leben (1969)
Zeit zu leben ist ein Spielfilm der DEFA von Horst Seemann aus dem Jahr 1969.

## Handlung
Lorenz Reger wacht mitten in der Nacht schweißgebadet auf. Im Traum wurde er an seine Frau erinnert, die von den deutschen Faschisten 1943 in Odessa erschossen wurde und daran, dass er ein sehr krankes Herz hat. Seinem Sohn Klaus, der wegen der Geräusche in sein Zimmer kommt, erklärt er einiges aus seinem Leben. Zwei große Betriebe hat er erfolgreich geleitet, die auf dem Weltmarkt bekannt sind und nun wird er im VEB Elektronik als neuer Werkleiter eingesetzt. Das heißt, auch die Verantwortung über 10.000 Menschen zu übernehmen, was er als seine liebste Aufgabe ansieht. Aber er erzählt auch, dass sein Arzt ihm am Vortag andeutete, dass er nicht mehr lange leben würde und deshalb in den Ruhestand gehen sollte. Um diese Meinung überprüfen zu lassen, möchte er nach Odessa fliegen, wo er seinen alten Freund Professor Rossow, einen Herzspezialisten, konsultieren will und der ihm die Wahrheit sagen wird. Auf diese Reise will er seinen Sohn mitnehmen, der bei dieser Gelegenheit das Grab seiner Mutter kennenlernen kann, die ermordet wurde, als er drei Monate alt war. Doch Klaus hat Bedenken, da er nicht mehr allein ist, heiraten will und außerdem seine Freundin ein Kind bekommt. Lorenz Reger ist sehr überrascht über diese Neuigkeiten und erst recht, als ihm Monika auch noch gleich vorgestellt wird, da sie sich im Zimmer von Klaus befindet.
Nun fliegen sie also nach Odessa und nehmen auch Monika mit. Bereits während des Fluges denkt Lorenz Reger immer an seine neue Aufgabe. Der Betrieb, den er übernehmen wird, hat 10 Millionen Mark Schulden, keine Planerfüllung und ist auf dem Weltmarkt nicht gefragt. Klaus bezeichnet das als einen sozialistischen Bankrott. Das Ergebnis der Untersuchung des Herzens ergibt keine erfreuliche Nachricht. Nur ein neues Herz würde Lorenz helfen, aber das kann der Professor ihm nicht bieten. Der verordnet ihm deshalb eine absolute Ruhe, ohne jegliche Anstrengung. 
Doch daran will sich Lorenz Reger nicht halten. Wieder zurück in der DDR beginnt er den neu übernommenen Betrieb erst einmal umzukrempeln. Eine der ersten Maßnahmen erlaubt es den Mitarbeitern nur noch mit Sondergenehmigung das Werksgelände privat während der Arbeitszeit zu verlassen. Bereits damit hat er sich viel Ärger eingehandelt, denn die Kollegen sehen nicht ein, dass sie private Erledigungen nicht mehr während der Arbeitszeit erledigen dürfen, auch nicht, wenn sie nicht weiter arbeiten können, weil wegen Materialmangels die Produktion ruht. In einer Leitungssitzung räumt Lorenz, mit Unterstützung des ebenfalls neuen Parteisekretärs der SED, auf und verlangt mehr Eigenverantwortung von den Direktoren und Bereichsleitern. Immer wieder wird die VVB als Bremse der Produktionssteigerung genannt, was der neue Direktor aber nicht gelten lässt. Bis zum nächsten Abend möchte er von den Verantwortlichen Vorschläge hören, wie die Erfüllung der Pläne umgehend erreicht werden kann. Sollte jemand nicht dazu bereit sein, will er auch nicht vor Gehaltskürzungen und Kündigungen zurückschrecken. Lorenz Reger erwähnte noch einmal, dass das Werk einst den Weltmarkt beherrschte, was nun vorbei ist, aber den er wieder zurückerobern will. Das veranlasst den Ingenieur Fred Sommer zu der Frage, ob er das wirklich meint, oder ob er das nur so sagt, wie sein Vorgänger.
Fred Sommer erzählt an einem der nächsten Tage dem Betriebsdirektor, dass vor fünf Jahren eine Gruppe von Kollegen, zu der auch seine Frau, die Diplommathematikerin Katja gehörte, sich damit beschäftigte, einen neuen elektronisch gesteuerten Automaten zu entwickeln. Doch nach zwei Jahren war plötzlich Schluss mit der Entwicklungsarbeit, nur nach Feierabend hat er sich noch damit beschäftigt. Doch mit dem Versuchsaufbau hapert es, da es einfach an Material fehlt. Er erzählt aber auch, dass sie gemeinsam ein Kind bekommen haben und Katja nicht mehr arbeiten kann, da es keine Großmutter und keinen Kindergartenplatz gibt. Um die Aussprache über die geplante Maschine zu vertiefen, soll Fred für den nächsten Tag einen Termin im Sekretariat des Werkdirektors vereinbaren und seine Frau mitbringen. den dieser aber wegen wichtiger betrieblichen Angelegenheiten nicht wahrnehmen kann, worüber Fred sehr enttäuscht ist, da er vermutet, dass er wie in den letzten fünf Jahren nur verkohlt werden soll.
Diese wichtigen Angelegenheiten sind bedingt durch eine ausgefallene Lieferung von Stahl aus Essen, da das dortige Werk keine Ausfuhrgenehmigung dafür bekommen hat. Ein Werk in Schweden wäre dazu in der Lage, jedoch kann es nicht in der benötigten Qualität liefern, die aber durch die Bearbeitung in einem Ziehwerk hergestellt werden könnte. Nach kurzer Überlegung entscheidet Lorenz Reger, den Stahl in Schweden zu bestellen und eine LKW-Kolonne vom Hafen in Rostock nach Leipzig zu organisieren, wo ein Ziehwerk existiert, den Rest der Organisation will er übernehmen. Deshalb macht er sich umgehend mit seinem Fahrer auf den Weg zu diesem Werk und spricht zuerst mit den dortigen Arbeitern, um sich über den Betriebsablauf zu informieren. Anschließend fährt er zum Direktor des Ziehwerks, den er von einer Tagung kennt, die vor neun Monaten stattfand und versucht ihn von der Dringlichkeit der Arbeiten zu überzeugen. Als dieser mehrere Bedenken anmeldet, beweist ihm Reger, auf Grund seiner kurz vorher erworbenen Kenntnisse, dass es doch möglich ist. Nach der Rückkehr in sein Werk wird die Aussprache mit Fred Sommer in einem etwas größeren Kreis durchgeführt. Hierbei spricht sich nur der Technische Direktor gegen die Weiterentwicklung der neuen Maschine aus. Dank eines autoritären Auftritts des Werkdirektors im Betriebskindergarten kann jetzt auch Katja Sommer bei der Realisierung dieser Aufgabe mitwirken. 
Der Aufbau eines Prototyps des neuen Automaten macht Fortschritte. Die Qualifizierung für dessen zukünftige Serienproduktion eines Teils der weiblichen Belegschaft während der Arbeitszeit findet nach längerer Diskussion Zustimmung. Doch gibt es auch Mitarbeiter der Betriebsleitung, die diese Entwicklung nicht mittragen wollen. Der Technische Direktor schickt deshalb eine Beschwerde an die VVB und den zuständigen Minister, mit dem Hinweis, dass diese Stellen vor einigen Jahren den Bau des Automaten abgelehnt haben. Um dieses Schreiben auszuwerten, findet beim Minister eine Aussprache mit der VVB und den an der Entwicklung beteiligten Kollegen statt, jedoch ohne Lorenz Reger, wofür es keine Erklärung gibt. In der Besprechung stellt sich heraus, dass Untersuchung der neuen Maschine, eine einwandfreie Funktion ergab, sie ist in Leistung und Form auf dem Weltmarkt konkurrenzfähig. Der Minister stellt fest, dass die in der Beschwerde aufgeführten Punkte dagegen doch sehr kleinlich sind.
Die Gesundheit von Lorenz Reger lässt immer mehr zu wünschen übrig, weshalb er im Betrieb um seine Entlastung bittet. Bis zum Einsatz eines neuen Direktors wird Fred Sommer diese Position übernehmen.

## Produktion und Veröffentlichung
Zeit zu leben wurde von der Künstlerischen Arbeitsgruppe „Babelsberg“ unter den Arbeitstiteln Sömmerda und Heute und an jedem Tag auf ORWO-Color und in Totalvision gedreht und hatte seine Uraufführung anlässlich der erstmals stattfindenden Woche des DDR-Films am 25. September 1969 im Berliner Kino International. Im Deutschen Fernsehfunk wurde der Film das erste Mal am 21. April 1971 im 1. Programm gezeigt.
Das Szenarium stammt von Wolfgang Held und für die Dramaturgie war Walter Janka zuständig. Als Musikinterpreten hört man Christel Schulze, das DEFA-Sinfonieorchester, die Theo Schumann Combo und das Tanzorchester des Berliner Rundfunks.
Die in der Sowjetunion gedrehten Szenen wurden von den Filmstudios in Moskau und Odessa unterstützt. Ein großer Teil der Aufnahmen in der DDR wurde im Büromaschinenwerk Sömmerda gedreht.

## Synchronisation
| Rolle        | Darsteller     | Synchronsprecher |
| ------------ | -------------- | ---------------- |
| Lorenz Reger | Leon Niemczyk: | Eberhard Mellies |

## Kritik
In der Neuen Zeit meinte H. U., dass es sich bei dem Film um einen großen künstlerischen Wurf handelt. Er ist aber nicht die exemplarische Gestaltung des Heute, in dem man keine Wünsche mehr hätte, da dazu noch manches fehlt. Durch die überwältigende Schönheit der Aufnahmen, ist eine Vertiefung des Themas sehr schwer zu übermitteln. Jedoch ist die Konsequenz in der Poetisierung der Gegenwart überaus anregend.
Günter Sobe war in der Berliner Zeitung der Meinung, dass es den schwierigen menschlichen Bezüglichkeiten in den Dialogen häufig an psychologischer Feinfühligkeit und philosophischer Tiefe mangelt. Vieles passiert zu einfach und ohne Probleme, weshalb die als Beweis gedachten Szenen allzu illustrativ wirken.

Das Lexikon des internationalen Films schreibt über den Film:

„Ein nur noch zeitgeschichtlich interessanter Gegenwartsfilm, der die Phase eines "romantischen Realismus" bei der DEFA mit zweckoptimistischen, letztlich verlogenen Gegenwartsstoffen einläutete. Die große Frage nach dem Sinn des Lebens ist durch eine Vielzahl von Scheinkonflikten verwässert; ein Sammelsurium aus aktuellen Themen wird pathetischen Lösungen zugeführt.“

## Auszeichnungen
- 1969: Für die Mitwirkung an diesem Film bekamen Horst Seemann, Helmut Bergmann, Leon Niemczyk und Wolfgang Held den Nationalpreis der DDR II. Klasse für Kunst und Literatur.